# Víctor Martínez-Simancas García
Víctor Martínez-Simancas García Alicante (España), 20 de enero de 1917 - Madrid (España), 5 de noviembre de 1975. Militar español.
Participó  en la Guerra Civil Española y estuvo presente en los acontecimientos que desencadenaron en la independencia de Marruecos y Argelia.
De una amplia formación intelectual, a lo largo de su vida militar,  también pudo desarrollar sus aficiones de conferenciante, pintor y jinete.

## Biografía
Nació en el seno de una familia de larga tradición militar. Era hijo del coronel de Infantería Julián Martínez-Simancas Ximénez y de Carmen García Pérez; nieto del farmacéutico militar Víctor Martínez Jiménez y
del comandante de Infantería Bernardino García García; hermano del general de división Julián Martínez-Simancas García y del químico y farmacéutico Luis Martínez-Simancas García; sobrino por parte de padre del también general de división Víctor Martínez Simancas y sobrino -por parte de madre- del coronel de Infantería Antonio García Pérez y del capitán de Infantería Fausto García Pérez. Padre del periodista Rafael Martínez-Simancas Sánchez
Los primeros años de su vida transcurrieron en Toledo, donde su padre estaba destinado. Allí realizó los estudios de
primera enseñanza, trasladándose posteriormente a Madrid para cursar el bachillerato elemental. Llevado por el
ambiente familiar intentó a los trece años el ingreso en el Ejército, pero la Reforma militar de Manuel Azaña más conocida como Ley Azaña (1931) se lo impidió.
Volvió al Instituto donde terminó el bachillerato superior  y se matriculó en la Facultad de Medicina de la Universidad de Granada en 1932.

## Guerra Civil
Sus estudios universitarios fueron interrumpidos por el estallido de la Guerra Civil Española. El 5 de agosto de 1936, con diecinueve años, ingresó como soldado voluntario en el Batallón de Cazadores del Serrallo n.º 8, en Ceuta, siendo destinado a la Compañía de Ametralladoras. En enero de 1937 fue admitido en la Academia de Alféreces Provisionales de Xauen,  (protectorado español de Marruecos) de la cual era su padre director. Al término de los estudios en 1939, fue promovido al empleo de alférez provisional de Caballería. Presto servicio en diferentes Grupos de Fuerzas Regulares Indígenas.
En enero de 1939 participó en la batalla de Valsequillo (Córdoba). En mayo de 1939 fue ascendido a teniente con carácter provisional, coincidiendo este hecho con la muerte de su padre en Tetuán el 9 de julio.

## Años 40
En 1940 pidió permiso para trasladarse a Granada para reanudar sus estudios de medicina. Pero los acontecimientos que se estaban desarrollando en Tánger le obligaron a volver a su destino de la Mehal-la Jalifiana de Tetuán en junio de 1940, para entrar a formar parte de la columna que ocupó la ciudad de Tánger, bajo el mando del Coronel Antonio Yuste Segura, hecho que acabaría con el régimen internacional de la ciudad.
En 1942 ingresa en la Academia de Caballería en Valladolid, donde inicia sus estudios para ascender a Teniente, empleo que consigue en 1943.
Uno de los destinos que tuvo en esta década fue la designación como agregado a la Sección Política de la Delegación de Asuntos Indígenas donde lleva a cabo varias comisiones de servicio, como Interventor. Es nombrado Interventor de Asuntos locales de Yebala y pide dos meses de permiso para seguir sus estudios de medicina en Cádiz. Durante su estancia el 18 de agosto, se produjo la explosión de un polvorín de la Armada en Cádiz de 1947 que le hiere gravemente y es trasladado al hospital de Tetuán donde permaneció hasta el 14 de octubre. Fue condecorado por su labor humanitaria de auxiliar en el trágico accidente, a pesar de resultar herido.

## Años 50
Contrae matrimonio con María Victoria Sánchez de Nogués y Gallardo, hija del capitán de Infantería Rafael Sánchez Gallardo, con la que tendrá tres hijos. Profesionalmente es nombrado Vicecónsul de España en Casablanca, en Fez y en Argel. En 1958 es destinado a Ceuta, como Jefe de la Central de la Comisión de Estudios del Alto Estado Mayor y es ascendido a comandante de Caballería.

## Años 60
Formó parte de los servicios de inteligencia destinados en el Norte de África. A partir de 1965 participa como Redactor-Corresponsal de la Revista “R.E.S” (Recreo Educativo del Soldado), al igual que lo hiciera su tío Antonio García Pérez en 1913 con la Revista del Soldado. Asiste al curso de especialización de Carros de Combate para Jefes de Caballería. Fue Ayudante de Campo de S.M. el rey Hassan II de Marruecos durante la visita del monarca a España. En 1967 es ascendido a Teniente Coronel de Caballería.

## Años 70
Es nombrado ponente para la redacción de “El libro del Soldado”, llevado a cabo por la Dirección General de Instrucción y Enseñanza. También escribió en periódicos, como en el diario El Faro de Ceuta, redactó cuentos y participó en diversas conferencias.  En 1972, con el empleo de teniente coronel, asume el mando del Grupo Nómada III y se traslada a la Agrupación de Tropas Nómadas del Sahara. En 1973 facilitó la expedición al entomólogo Salvador Peris Torres, por el Noroeste del Territorio del Sahara,  y formó parte de la Comisión Militar del Sector del Sáhara que fue recibida en Audiencia por el entonces Príncipe Juan Carlos.
En 1974 es ascendido a coronel y designado para el Mando de la Unidad de Equitación y Remonta en Madrid y es nombrado para llevar a cabo la redacción del Proyecto del Reglamento “Orientaciones para el Combate en el Desierto”. Al mando de esta Unidad termina su carrera militar, al fallecer en Madrid el 5 de noviembrede1975.

## Condecoraciones, Recompensas, Distintivos y Cursos
- Medalla de la Campaña (1939)
- Cruz Roja del Mérito Militar (1939).
- Cruz de Guerra (1939).
- Distintivo de Regulares de Infantería con dos barras rojas (1942).
- Adición de una barra roja al Distintivo de Regulares de Caballería (1946).
- Medalla de África sin pasador (1947).
- Adición de una barra roja al Distintivo de Regulares de Caballería (1947).
- Medalla de la Paz de Marruecos (1948).
- Insignia de Oficial de la Orden de la Mehdauia (1948).
- Adición barra roja al Distintivo de Regulares de Caballería (1950).
- Medalla de la Vieja Guardia (1950)
- Cruz de la Orden de Cisneros (1954).
- Distintivo al Mérito Interventor (1954).
- Cruz de la Orden de San Hermenegildo (1960).
- Título y Distintivo del curso de Especialista de Carro de Combate (1965).
- Cruz de 2.ª clase de la Orden del Mérito Militar con Distintivo Blanco (1966).
- Distintivo del Alto Estado Mayor (1968).
- Placa de la Orden de San Hermenegildo (1969).
- Encomienda de la Orden de Uisam Alauita de Marruecos (1971).